# Jan Hanč
Jan Hanč (ur. 30 maja 1916 r. w Pilźnie, zm. 19 lipca 1963 r. w Pradze) – czeski poeta, prozaik i tłumacz. 

## Elementy biograficzne
Ukończył  średnią  szkołę  handlową (1935). Pracował jako urzędnik i planista. Aktywnie zajmował się lekką atletyką, początkowo jako zawodnik (był reprezentantem Czechosłowacji), potem jako trener. Na ostatnich latach jego życia wycisnęła piętno ciężka choroba.  
Był członkiem Grupy 42. 
Miał wielki wpływ na twórców skupionych wokół periodyku "Tvar". 

## Twórczość
Ogłosił niewielki tomik wierszy i próz poetyckich Události (1948, Wydarzenia). była to jedyna książka  twórcy  wydana  za  jego  życia,  jeśli  nie  liczyć  pisanych  z  Miroslavem Horčicem tekstów o lekkiej atletyce -  Sprinty  (1959), Od startu k cíli (1962, Od startu do mety), Sprinty  (1962,  mimo  zbieżności tytułów jest to inne dzieło niż praca z 1969 r.) - i przekładu utworów austriackiego prozaika Petera Altenberga. Wszystko, co Hanč napisał poza  tym,  pozostało w rękopisie i ukazało się w formie książkowej wiele  lat  po śmierci autora. Wybitny krytyk Jan Lopatka zaczął drukować teksty Hanča w roku 1965, przede wszystkim w czasopiśmie "Tvar". Przygotowywany w okresie przemian około 1968 wybór z całości dzieła  pisarza   nie   zdążył  się  ukazać.  W  1979  wydano  edycję samizdatową jego utworów, a w 1984 opublikowano na emigracji w wydawnictwie  "’68  Publishers" tom pod tytułem Sešity  (Zeszyty). Wydanie   krajowe   mogło   trafić  do  czytelników  dopiero po aksamitnej rewolucji, ukazało się w wydawnictwie  "Československý   spisovatel"  w roku 1991. Publikacja ta nosi taki sam tytuł jak debiutancka książeczka. Identycznie jak debiut zatytułowane  jest  też  wydanie krytyczne, ale ogłoszony przez wydawnictwo "TORST" tom nie jest  cienkim zbiorkiem wierszy, tylko liczącą ponad trzysta pięćdziesiąt stron księgą, opatrzoną tekstami krytycznymi i  obszerną notą edytorską. 
Największym osiągnięciem Hanča są jego zapiski o charakterze dziennikowym, niezwykle zróżnicowane, tak pod względem stylistycznym, jak tematycznym, nie  stroniące  od  mrocznych  stron  życia,  otwarte czasem aż do granicy ekshibicjonizmu, pełne gorzkiej mądrości człowieka XX stulecia.  Formalnie  najbliższe są dziennikowej linii dzieła Jakuba Demla. 
Na polski utwory Hanča tłumaczył Leszek Engelking.